# Bulova

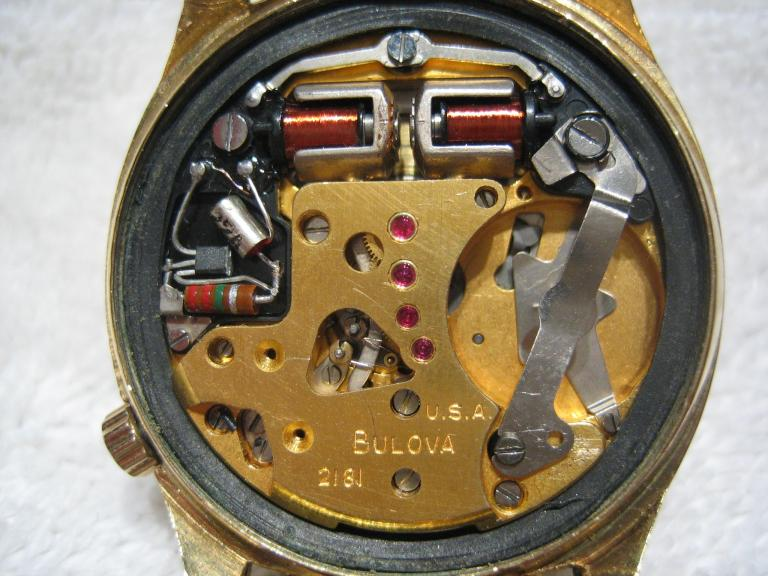
Bulova Accutron (ladička je nahoře, baterie je vyjmutá)

Bulova je výrobce hodinek a hodin se sídlem v New Yorku. Firma vyrábějící hodinky byla založena roku 1875 jako J. Bulova Company českým emigrantem Josefem Bulovou (1851–1936) a v roce 1923 přetvořena v Bulova Watch Company. Roku 1979 ji koupila Loews Corporation a od roku 2007 patří japonskému výrobci Citizen.
Roku 1912 otevřel Joseph Bulova ve švýcarském Bielu první závod věnovaný pouze výrobě hodinek, kde také zavedl do té doby v hodinářství neobvyklou masovou výrobu. Od roku 1923 patřila Bulova k prestižním značkám a zavedla i řadu technických novinek. Ve 40. letech byla mezi prvními firmami, které užívaly televizní reklamu, a vyráběla také velké elektrické hodiny pro hokejové stadiony.
Jako výrobce hodinek se Bulova prosadila zejména na poli hodinek poháněných elektronicky. V 50. letech vytvořili systém s ladičkou Bulova Accutron. V 60. letech probíhala rivalita mezi Bulovou a Omegou, přičemž řešení od Bulovy NASA využívala v různých časoměrných zařízeních, ale zakázku na hodinky pro astronauty získala Omega (Omega Speedmaster Professional); teprve David Scott při misi Apollo 15 užil svoje vlastní hodinky Bulova Chronograph.